# Vægtløftning under sommer-OL 2016 - 58 kg (damer)
Kvindernes 58 kg vægtsklasse i boksning under sommer-OL 2016 i Rio de Janeiro blev afholdt 8. august 2016 i Pavilion 2 i Riocentro.

## Tidsoversigt
Alle tider er brasiliansk tid (UTC-03:00)
| Dato           | Tid   | Begivenhed |
| -------------- | ----- | ---------- |
| 8. august 2016 | 12:30 | Gruppe B   |
| 8. august 2016 | 15:30 | Gruppe A   |

## Resultat
| Rang | Atlet              | Land                       | Gruppe | Krops vægt | Snatch (kg) | Snatch (kg) | Snatch (kg) | Snatch (kg) | Clean & Jerk (kg) | Clean & Jerk (kg) | Clean & Jerk (kg) | Clean & Jerk (kg) | Total |
| Rang | Atlet              | Land                       | Gruppe | Krops vægt | 1           | 2           | 3           | Resultat    | 1                 | 2                 | 3                 | Resultat          | Total |
| ---- | ------------------ | -------------------------- | ------ | ---------- | ----------- | ----------- | ----------- | ----------- | ----------------- | ----------------- | ----------------- | ----------------- | ----- |
| 1    | Sukanya Srisurat   | Thailand                   | A      | 56.89      | 105         | 108         | 110         | 110 OR      | 127               | 130               | 132               | 130               | 240   |
| 2    | Pimsiri Sirikaew   | Thailand                   | A      | 57.40      | 98          | 100         | 102         | 102         | 128               | 130               | —                 | 130               | 232   |
| 3    | Kuo Hsing-Chun     | Kinesisk Taipei            | A      | 57.86      | 102         | 105         | 105         | 102         | 129               | 129               | 139               | 129               | 231   |
| 4    | Alexandra Escobar  | Ecuador                    | A      | 57.23      | 97          | 100         | 102         | 100         | 118               | 121               | 123               | 123               | 223   |
| 5    | Mikiko Ando        | Japan                      | A      | 57.56      | 90          | 93          | 94          | 94          | 120               | 124               | 126               | 124               | 218   |
| 6    | Yuderqui Contreras | Den Dominikanske Republik  | A      | 57.58      | 96          | 100         | 102         | 100         | 117               | 121               | 122               | 117               | 217   |
| 7    | Lina Rivas         | Colombia                   | A      | 57.92      | 96          | 100         | 100         | 96          | 116               | 120               | 122               | 120               | 216   |
| 8    | Mónica Domínguez   | Mexico                     | A      | 57.47      | 91          | 94          | 96          | 96          | 115               | 118               | 119               | 115               | 211   |
| 9    | Yusleidy Figueroa  | Venezuela                  | A      | 57.71      | 85          | 89          | 89          | 85          | 110               | 116               | —                 | 116               | 201   |
| 10   | Sabine Kusterer    | Tyskland                   | B      | 57.70      | 87          | 89          | 90          | 90          | 108               | 110               | 110               | 110               | 200   |
| 11   | Mathlynn Sasser    | Marshalløerne              | B      | 56.80      | 82          | 84          | 87          | 87          | 110               | 112               | 112               | 112               | 199   |
| 12   | Angelica Roos      | Sverige                    | B      | 57.90      | 84          | 87          | 87          | 84          | 107               | 110               | 112               | 110               | 194   |
| 13   | Veronika Ivasiuk   | Ukraine                    | B      | 57.10      | 87          | 87          | 90          | 90          | 98                | 103               | 107               | 103               | 193   |
| 14   | Tia-Clair Toomey   | Australien                 | B      | 57.70      | 78          | 82          | 82          | 82          | 103               | 107               | 112               | 107               | 189   |
| 15   | Jenly Tegu Wini    | Salomonøerne               | B      | 57.50      | 80          | 84          | 87          | 84          | 100               | 104               | 109               | 104               | 188   |
| 16   | Ayesha Al-Balooshi | Forenede Arabiske Emirater | B      | 57.00      | 67          | 70          | 72          | 72          | 86                | 90                | 94                | 90                | 162   |